# Gerald Ratner
Gerald Ratner urodzony w 1949 w Londynie, biznesmen pracujący w Wielkiej Brytanii i Stanach Zjednoczonych. Sławę zawdzięcza fortunie, jaką zbudował dzięki zarządzanej przez siebie firmie jubilerskiej, jak i jednej z najsłynniejszych słownych wpadek XX wieku.

## Kariera
Ratner zbudował najsłynniejszą firmę jubilerską lat 80., stosując niejednokrotnie rzadko stosowane w branży metody pozyskiwania klientów – przeceny, rabaty, fluorescencyjne plakaty obwieszczające promocje itp.
Żart wypowiedziany przez Ratnera sprawił, że w ciągu zaledwie chwili jego imperium jubilerskie (Ratners Group) znalazło się na skraju bankructwa. Fatalną w skutkach mowę wygłosił 23 kwietnia 1991 roku w The Institute of Directors:
We also do cut-glass sherry decanters complete with six glasses on a silver-plate on a silver-plated tray that your butler can serve you drinks on, all for ₤4.95. People say, „How can you sell this for such a low price?” I say, because it’s total crap.
W dalszej części wystąpienia przyrównał cenę wytworzenia biżuterii do ceny kanapki, twierdząc, że kanapki są o wiele trwalsze. Wypowiedź Ratnera stała się w mediach tematem dnia, a jej autor trafił na okładki niemal wszystkich brytyjskich magazynów zaś powiedzenie "doing a Ratner", na trwałe weszło do języka angielskiego, jako określenie kompromitującej wypowiedzi, gafy podczas publicznego wystąpienia.
Znaczny spadek wartości firmy – o ponad pół miliarda GBP – spowodował restrukturyzację finansową firmy: z tego powodu w okresie od stycznia 1992 do maja 1994 zamknięto 300 salonów jubilerskich. Gerald Ratner przestał formalnie piastować najwyższe stanowisko w firmie w listopadzie 1992 roku, a później stracił także udziały. Nowy zarząd, aby ratować sytuację, zdecydował się we wrześniu 1993 na zmianę nazwy sieci – odtąd imperium należące niegdyś do Ratnera nosi nazwę Signet Group.
Gerald Ratner na kilka lat odsunął się w cień, przenosząc się do Francji i poświęcając większość czasu rodzinie. Jednak kontakt z branżą jubilerską zachował, działając jako niezależny ekspert i konsultant. Do handlu biżuterią powrócił w 2001 roku za namową Jerzego Piaseckiego, dyrektora generalnego w Goldsmiths & Jewellers, aby założyć internetowy sklep jubilerski Gerald Online.

## Życie osobiste
Jest żonaty, ma czwórkę dzieci. Jego pasją jest sprawność fizyczna: dziennie przejeżdża na rowerze około 50 kilometrów.

## Życiorys
- Gerald Ratner, Zrobić Ratnera! Sukces i upadek w biznesie, Regan Press 2008, ISBN 978-83-61225-00-3